# Berenice Bento
Berenice Bento (Campina Grande, 1966) és una sociòloga brasilera. La seua recerca se centra en el gènere, la sexualitat i els drets humans. Ha estat descrita com "una referència essencial per als estudis de gènere en les ciències socials". Ha estat columnista de la revista CULT des del 2015. Ha estat professora de Ciències Socials en la Universitat Federal de Rio Grande do Norte i coordinadora del Centre d'Estudis Interdisciplinaris sobre Diversitat Sexual, Gènere i Drets Humans, en la mateixa universitat. Bento estudià Ciències Socials en la Universitat Federal de Goiás (1994); feu un màster en Sociologia en la Universitat de Brasília (1998) i es doctorà en aquesta mateixa universitat el 2003.
El 2011, rebé el Premi de Drets Humans, considerat "el més alt del govern brasiler a persones i entitats que s'han destacat en la defensa, promoció i confrontació i lluita contra les violacions de drets humans al país". En aquesta edició rebé el premi en la categoria d'igualtat de gènere de la presidenta Dilma Rousseff, pel seu treball sobre la transsexualitat.
Sobre aquest tema la sociòloga ha dit:
El gènere i la sexualitat són dimensions que constitueixen subjectivitats que estan naturalitzades hegemònicament. Crec que aquest camp d'estudis i activisme ha contribuït a la desconstrucció d'aquesta aparent naturalesa ahistòrica, mitjançant l'anàlisi de les configuracions discursives d'un certs temps. 

## Obra publicada
- Extranjera: una paraíba en Nueva York (Annablume, 2016);
- Hombre no teje dolor: quejas y perplejidades masculinas (EDUFRN, 2013);
- O que é transexualidade (Col·lecció Primeiros passos/Brasiliense, 2008);
- A reinvenção do corpo: género e sexualidade na experiência transsexual (Garamond, 2006, 1a edició/ EDUFRN, 2014, 2a edició).